# Automotrice FS 60
Le automotrici del gruppo 60 sono state delle automotrici a vapore in grado di trainare piccoli convogli per il servizio misto (trasporto viaggiatori, merci, postale) sulle linee secondarie a basso traffico delle Ferrovie dello Stato.

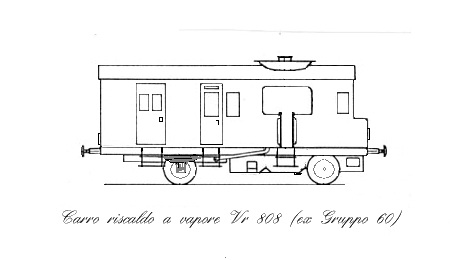
figurino di automotrice gruppo 60 trasformata in carro riscaldo

## Storia
Tra il 1905 e il 1907 le Ferrovie dello Stato cercarono di risolvere il problema dell'alto costo di esercizio del treni viaggiatori a bassa composizione e a scarsa frequentazione, su linee che non era conveniente elettrificare, con l'introduzione di automotrici a vapore. Queste, classificate come gruppo 60, assommavano in un unico rotabile la locomotiva, il bagagliaio e il comparto postale; vennero costruite nel notevole numero di 65 unità ma svolsero un servizio del tutto insoddisfacente non avendo una grande prestazione utilizzabile. Presto una dopo l'altra finirono fuori servizio; mentre 16 unità vennero trasformate, mediante l'eliminazione di parte del carro e dell'asse posteriore, in una locomotiva, soprannominata il cubo, inquadrata nel gruppo 800, le restanti, alla fine degli anni venti, vennero demotorizzate e adattate all'uso come carri riscaldo a vapore assumendo la classificazione di Vr 808 200–249.

## Caratteristiche
Le automotrici del gruppo 60 vennero costruite secondo un tipico progetto dell'epoca; un telaio rigido con una cassa chiusa su cui era montata una caldaia a vapore verticale di limitato ingombro ma per forza di cose di limitate prestazioni con un meccanismo motore a due assi accoppiati e un asse portante posteriore. Il rotabile era diviso in due parti: una cabina compatta sul cui frontale era ricavato il vano per il carbone e la sezione posteriore del rotabile attrezzata a bagagliaio e postale. Le automotrici erano in grado di trainare alcune carrozze a due assi o carri merci, ma a causa del loro basso peso aderente e della poca potenza, avevano una scarsa capacità di traino.